# Гаррі фон Бюлов-Боткамп
Гаррі Курт Ернст фон Бюлов-Боткамп (нім. Harry Kurt Ernst  von Bülow-Bothkamp; 19 листопада 1897, маєток Боткамп, Боткамп — 27 лютого 1976, Кірхбаркау) — німецький льотчик-винищувач, один із небагатьох асів обох світових війн, оберст люфтваффе, обергрупенфюрер НСФК. Кавалер Лицарського хреста Залізного хреста.

## Біографія
Представник знатного прусського роду. Молодша (сьома) дитина королівського земельного радника Екернферде Кая Фрідріха Густава фон Бюлов-Боткампа (1851–1910) і його дружини Елізабет Анни Фрідеріки, уродженої графині фон Гольштайн (1854–1938).

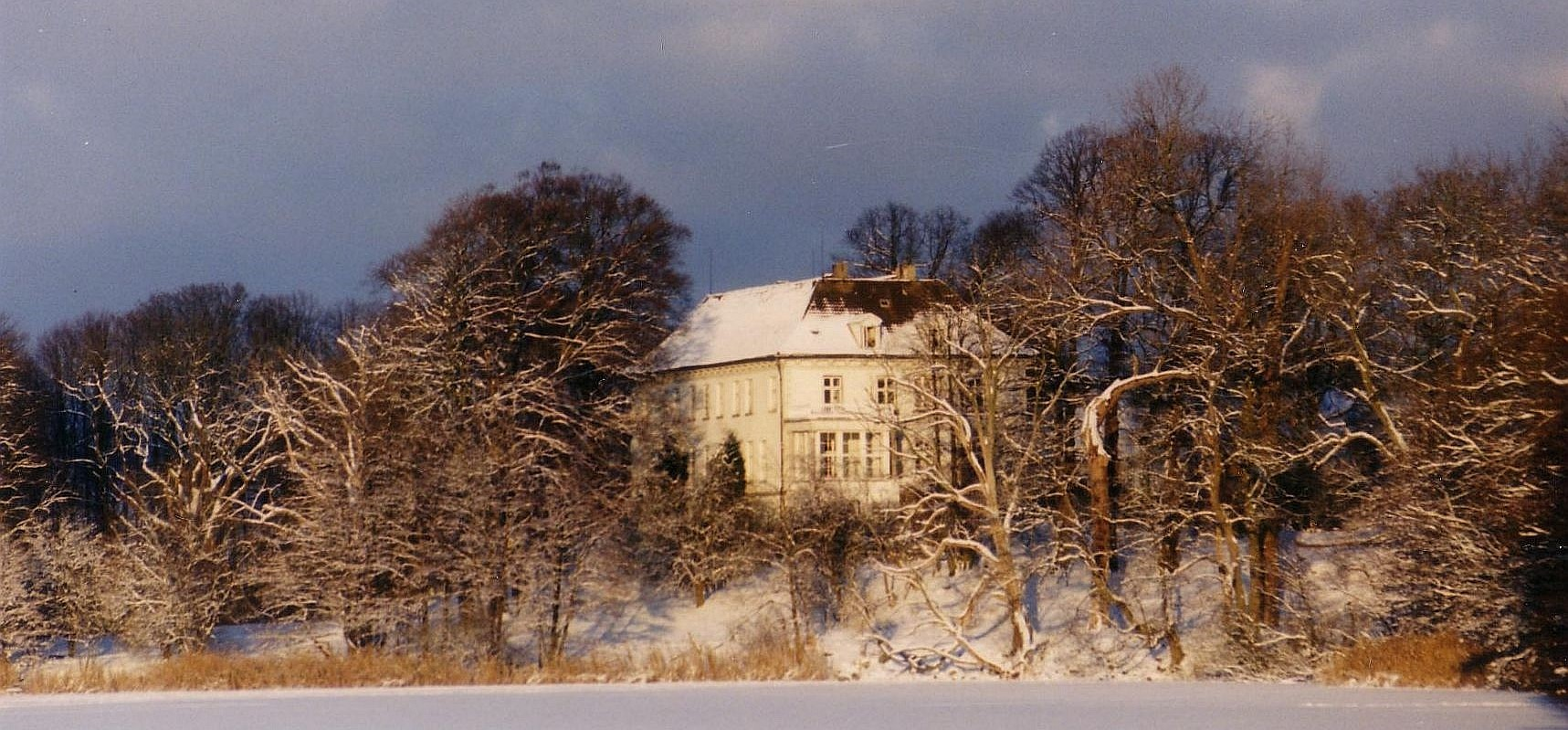
Маєток Боткамп (1996).

### Ранні роки
Гаррі почав військову службу в саксонському гусарському полку №18, коли йому було 17 років, перш ніж пройшов льотну підготовку в серпні 1916 року. В грудні 1916 року служив в 53-му авіазагоні, літав на двомісних FFA 53, пізніше — на FA 272 (A) як пілот розвідки, який направляв артилерійський вогонь. У вересні-грудні 1917 року служив льотчиком-винищувачем в 36-й винищувальної ескадрильї, якою командував його брат Вальтер, з грудня 1917 по березень 1918 року — у винищувальній ескадрильї «Бельке», в травні-серпні 1918 року — знову в 36-й винищувальної ескадрильї.
Перший літак Гаррі фон Бюлов-Боткамп збив 12 червня 1917 року (Airco DH.4). Його остання перемога відбулася 21 липня 1918 року над майором Р. Г. Фріменом, командиром ескадрильї № 73. Найвідомішою стала його четверта перемога — над британським капітаном Сесілом Кларком з ескадрильї № 1, який збив 10 німецьких літаків. Кларк був поранений і взятий у полон. Всього за час бойових дій збив 6 літаків. 25 серпня 1918 року Гаррі був звільнений від служби за наказом імператора Вільгельма, оскільки залишився єдиним із чотирьох братів, які пережили війну.

### Міжвоєнний період
Після Першої світової війни демобілізований, повернувся в гімназію і вступив в університет, вивчав сільське господарство. Разом з Паулем Боймером заснував фірму Bäumer Aero в Гамбурзі-Фульсбюттелі для виробництва літаків. Компанія збанкрутувала під час Великої депресії.
Він повернувся у ВПС в 1935 році. З 1939 року — інспектор НСФК.

### Друга світова війна
В листопаді 1939 року призначений командиром 2-ї групи 77-ї винищувальної ескадри, а 1 квітня 1940 року — командиром 2-ї винищувальної ескадри «Ріхтгофен». Учасник Французької кампанії, під час якої збив 12 літаків, і битви за Британію. З жовтня 1942 року — начальник училища нічних винищувачів (на базі якого потім була сформована 101-а ескадра нічних винищувачів). З 15 вересня по листопад 1943 року виконував обов'язки командира 5-ї винищувальної дивізії. З 1 квітня 1944 року — командир винищувальної авіації 4 на Західному фронті. У вересні 1944 року переведений в резерв ОКЛ і більше не отримав призначень.
Бюлов-Боткамп помер природною смертю в Кірхбаркау, неподалік від свого родового маєтку, і був похований поруч зі своїми братами.

## Нагороди
- Залізний хрест 2-го класу (23 червня 1916);
- Нагрудний знак військового пілота (Пруссія) (3 березня 1917);
- Орден Альберта (Саксонія), лицар 2-го класу з мечами (9 травня 1917);
- Залізний хрест 1-го класу (30 травня 1917);
- Військовий орден Святого Генріха (Саксонське королівство) (7 жовтня 1918);
- Орден дому Гогенцоллернів, лицарський хрест з мечами (9 жовтня 1918);
- Почесний хрест ветерана війни з мечами;
- Нагрудний знак пілота (4 лютого 1935);
- Пам'ятна нарукавна стрічка «Винищувальна ескадрилья Бельке №2 1916/18»;
- Почесний кут старих бійців;
- Знак відмінного планериста НСФК;
- Медаль «За вислугу років у Вермахті» 4-го класу (4 роки; 2 жовтня 1936);
- Застібка до Залізного хреста 2-го і 1-го класу;
- Авіаційна планка винищувача;
- Лицарський хрест Залізного хреста (22 серпня 1940).